# Гербер, Кайя
Ка́йя Джо́рдан Ге́рбер (англ. Kaia Jordan Gerber; род. 3 сентября 2001) — американская модель и актриса.

## Биография
Кайя Джордан Гербер родилась 3 сентября 2001 года в семье бизнесмена Ренди Гербера и супермодели Синди Кроуфорд. Её отец имеет еврейское происхождение, а мать — немецкое, английское, французское и датское. Её старший брат — модель Пресли Гербер. В возрасте 10 лет Кайя дебютировала в качестве модели на показе детской коллекции Versace. В 15 лет она дебютировала в кино, снявшись в фильме «Города-побратимы». Гербер посещала онлайн-курсы в средней школе Малибу.
Гербер снималась для таких журналов, как Vogue, Teen Vogue и Pop Magazine. В 2017 году она работала с Calvin Klein, Марком Джейкобсом, Burberry, Александром Ваном, Coach, Prada, Chanel, Fendi, Moschino, Saint Laurent, Alexander McQueen и Versace. В феврале 2018 года Гербер появилась на обложке парижского Vogue. В этом же году она стала лицом новых коллекций Versace, Calvin Klein, Marc Jacobs, Omega и аромата «Daisy» от Марка Джейкобса. В том же году она была лицом коллекции сумок Chanel и Valentino.
В 2018 году Гербер была удостоена награды «Модель года» на церемонии Fashion Awards.
В июле 2019 года снялась в клипе Джона Этерли на песню «Burnout».
В 2020 году Гербер стала лицом весенне-летней рекламной кампании Louis Vuitton под названием Twist bag.
Гербер сыграет главную роль в предстоящем десятом сезоне антологии «Американская история ужасов», а также в её спин-оффе «Американские истории ужасов». В 2021 году она появилась на обложке американского Vogue.

## Личная жизнь
Гербер проживает в Лос-Анджелесе. Она встречалась с американским комиком Питом Дэвидсоном с конца 2019 года по февраль 2020 года. В августе 2020 года у неё начались отношения с австралийским актёром Джейкобом Элорди. Пара рассталась через год. В декабре 2021 года она начала встречаться с актёром Остином Батлером. В октябре 2024 года пара рассталась. Она встречается с Льюисом Пуллманом.